# 青春の雨
「青春の雨（なみだ）」（せいしゅんのなみだ）は、J-POPグループ・ONE☆DRAFTの4枚目のシングルである。2008年8月13日発売。発売元はソニー・ミュージックアソシエイテッドレコーズ。

## 概要
- 前作｢一歩一歩〜終わりなき道しるべ〜｣から7ヶ月ぶりのリリース。
- 新曲を4曲収録しており、前作までの「新曲2曲、そのインスト曲2曲」の形態とは異なっている。
- 前作に続いてジャケットに野球場が使用されていない。
- 今作のリリースを記念して8月12日にビデオクリップ上映会＆リリース記念ライブイベントを行った。

## 収録曲
1. 青春の雨（なみだ）（4'48"）
  - 作詞・作曲：LANCE／編曲：CHOKKAKU
  - 一人一人にある青春を描いた楽曲。この楽曲ではMCのLANCEがハーモニカを演奏している。しかし本当はDJ MAKKIにラップをさせるつもりだったという。PVは行定勲が手がけていて、森脇史登、北条隆博、寺島咲が出演している。
2. 太陽の真下から（4'15"）
  - 作詞・作曲：LANCE、RYO／編曲：YANAGIMAN
  - メンバーの野球部での思い出が一部描かれている。
3. ONE LOVE（4'03"）
  - 作詞・作曲：ONE☆DRAFT
  - 「何事にも愛をもって接すればできないことはない」という楽曲。
4. 止まランぜ★（3'46"）
  - 作詞・作曲：LANCE
  - 祭りを描いた楽曲。

## タイアップ
青春の雨（なみだ）
- 九州朝日放送「甲子園への道」イメージソング
- 長崎文化放送「高校野球ダイジェスト」イメージソング
- 熊本朝日放送「速報!めざせ甲子園」イメージソング
- 大分朝日放送「高校野球県大会中継」イメージソング